# Kırşehir (Provinz)
Kırşehir ist eine Provinz der Türkei. Ihre Hauptstadt ist das gleichnamige Kırşehir.

## Geografie
Die Provinz im Zentrum Anatoliens grenzt im Nordwesten an die Provinz Kırıkkale, im Nordosten an die Provinz Yozgat, im Südosten an die Provinz Nevşehir, im Südwesten an die Provinz Aksaray und im Westen an die Provinz Ankara.
Die Provinz Kırşehir ist eine von acht Provinzen der Region Zentralanatolien (türk. auch Orta Anadolu). Sie hat einen Anteil von 7,27 % bei der Bevölkerung (Rang 6) und von 5,94 % bei der Fläche (Rang 8). Die Bevölkerungsdichte liegt an 6. Stelle. Kırşehir hat 252 Dörfer von 2687 der Region (9,4 %) und 10 der 170 Belediye.

## Verwaltungsgliederung
Die Provinz gliedert sich in sieben Landkreise (İlçe):
| Kreis- code 1    | Landkreis        | Fläche 2 (km²) | Bevölkerung (2020) 3 | Bevölkerung (2020) 3       | Anzahl der Einheiten   | Anzahl der Einheiten  | Anzahl der Einheiten | Dichte (Ew./km²) | städt. Anteil (in %) | Sex Ratio 4 | Grün- dungs- da- tum 5, 6 |
| Kreis- code 1    | Landkreis        | Fläche 2 (km²) | Landkreis (İlçe)     | Verwal- tungssitz (Merkez) | Gemein- den (Belediye) | Stadt- viertel (Mah.) | Dörfer (Köy)         | Dichte (Ew./km²) | städt. Anteil (in %) | Sex Ratio 4 | Grün- dungs- da- tum 5, 6 |
| ---------------- | ---------------- | -------------- | -------------------- | -------------------------- | ---------------------- | --------------------- | -------------------- | ---------------- | -------------------- | ----------- | ------------------------- |
| 1869             | Akçakent         | 370            | 3.702                | 814                        | 1                      | 3                     | 20                   | 11,4             | 21,52                | 1026        | 1990                      |
| 1754             | Akpınar          | 582            | 7.390                | 2.947                      | 1                      | 6                     | 26                   | 13,4             | 37,38                | 999         | 1987                      |
| 1890             | Boztepe          | 747            | 5.410                | 2.771                      | 1                      | 3                     | 14                   | 7,5              | 49,26                | 973         | 1990                      |
| 1254             | Çiçekdağı        | 891            | 13.921               | 6.313                      | 2                      | 12                    | 45                   | 16,5             | 61,55                | 1045        | 1924                      |
| 1429             | Kaman            | 1.284          | 35.246               | 21.285                     | 2                      | 15                    | 50                   | 29,0             | 62,67                | 1008        | 1944                      |
| 1472             | Merkez Kırşehir  | 1.719          | 158.954              | 146.242                    | 2                      | 21                    | 53                   | 89,3             | 93,00                | 1039        | 1957                      |
| 1529             | Mucur            | 992            | 18.419               | 13.098                     | 1                      | 7                     | 44                   | 18,9             | 69,55                | 1016        |                           |
| PROVINZ Kırşehir | PROVINZ Kırşehir | 6.584          | 243.042              |                            | 10                     | 67                    | 252                  | 36,7             | 80,54                | 1030        |                           |

## Bevölkerung

### Ergebnisse der Bevölkerungsfortschreibung
Nachfolgende Tabelle zeigt die jährliche Bevölkerungsentwicklung am Jahresende nach der Fortschreibung durch das 2007 eingeführte adressierbare Einwohnerregister (ADNKS). Zusätzlich sind die Bevölkerungswachstumsrate und das Geschlechterverhältnis (Sex Ratio d. h. Anzahl der Frauen pro 1000 Männer) aufgeführt. Der Zensus von 2011 ermittelte 221.935 Einwohner, das sind über 31.000 Einwohner weniger als zum Zensus 2000.

| Jahr | Bevölkerung am Jahresende | Bevölkerung am Jahresende | Bevölkerung am Jahresende | Wachstums- rate der Be- völkerung (in %) | Geschlechter verhältnis (Frauen auf 1000 Männer) | Rang (unter den 81 Provinzen) |
| Jahr | gesamt                    | männlich                  | weiblich                  | Wachstums- rate der Be- völkerung (in %) | Geschlechter verhältnis (Frauen auf 1000 Männer) | Rang (unter den 81 Provinzen) |
| ---- | ------------------------- | ------------------------- | ------------------------- | ---------------------------------------- | ------------------------------------------------ | ----------------------------- |
| 2020 | 243.042                   | 119.725                   | 123.317                   | 0,04                                     | 1030                                             | 69                            |
| 2019 | 242.938                   | 120.557                   | 122.381                   | 0,44                                     | 1015                                             | 69                            |
| 2018 | 241.868                   | 120.278                   | 121.590                   | 3,13                                     | 1011                                             | 69                            |
| 2017 | 234.529                   | 116.969                   | 117.560                   | 1,98                                     | 1005                                             | 69                            |
| 2016 | 229.975                   | 114.815                   | 115.160                   | 1,96                                     | 1003                                             | 69                            |
| 2015 | 225.562                   | 112.121                   | 113.441                   | 1,28                                     | 1012                                             | 69                            |
| 2014 | 222.707                   | 110.948                   | 111.759                   | −0,35                                    | 1007                                             | 70                            |
| 2013 | 223.498                   | 111.435                   | 112.063                   | 1,03                                     | 1006                                             | 68                            |
| 2012 | 221.209                   | 110.008                   | 111.201                   | 0,09                                     | 1011                                             | 68                            |
| 2011 | 221.015                   | 109.796                   | 111.219                   | −0,39                                    | 1013                                             | 67                            |
| 2010 | 221.876                   | 110.020                   | 111.856                   | −0,55                                    | 1017                                             | 70                            |
| 2009 | 223.102                   | 110.423                   | 112.679                   | 0,16                                     | 1020                                             | 67                            |
| 2008 | 222.735                   | 110.338                   | 112.397                   | −0,19                                    | 1019                                             | 67                            |
| 2007 | 223.170                   | 110.301                   | 112.869                   | −                                        | 1023                                             | 67                            |
| 2000 | 253.239                   | 124.739                   | 128.500                   |                                          | 1030                                             | 67                            |

### Der Werdegang und die Einwohnerzahlen aller aktuellen und ehemaligen Kreise der Provinz Kırşehir
Nachfolgende Tabellen geben den bei den Volkszählungen dokumentierten Einwohnerstand der Kreise der Provinz Kırşehir wieder. Alle Werte wurden E-Books (der Originaldokumente) entnommen, z. B. Genel Nüfus Sayımı 1960
|            | 1927                                  | 1935                                  | 1940                                  | 1945                                  | 1950                                  | 1960                                  | 1965                                  | 1970                                  | 1975                                  | 1980                                  | 1985                                  | 1990                              | 1997                              | 2000                              |
| ---------- | ------------------------------------- | ------------------------------------- | ------------------------------------- | ------------------------------------- | ------------------------------------- | ------------------------------------- | ------------------------------------- | ------------------------------------- | ------------------------------------- | ------------------------------------- | ------------------------------------- | --------------------------------- | --------------------------------- | --------------------------------- |
| Akcakent   | Teil der Kreise Akpinar und Çiçekdağı | Teil der Kreise Akpinar und Çiçekdağı | Teil der Kreise Akpinar und Çiçekdağı | Teil der Kreise Akpinar und Çiçekdağı | Teil der Kreise Akpinar und Çiçekdağı | Teil der Kreise Akpinar und Çiçekdağı | Teil der Kreise Akpinar und Çiçekdağı | Teil der Kreise Akpinar und Çiçekdağı | Teil der Kreise Akpinar und Çiçekdağı | Teil der Kreise Akpinar und Çiçekdağı | Teil der Kreise Akpinar und Çiçekdağı | 15.821                            | 8.659                             | 7.700                             |
| Akpinar    | Teil des Kreises Kaman                | Teil des Kreises Kaman                | Teil des Kreises Kaman                | Teil des Kreises Kaman                | Teil des Kreises Kaman                | Teil des Kreises Kaman                | Teil des Kreises Kaman                | Teil des Kreises Kaman                | Teil des Kreises Kaman                | Teil des Kreises Kaman                | Teil des Kreises Kaman                | 17.357                            | 14.859                            | 13.349                            |
| Avanos     | 24.193                                | 31.857                                | 29.343                                | 31.002                                | 32.203                                | Verbleib bei der Provinz Nevşehir     | Verbleib bei der Provinz Nevşehir     | Verbleib bei der Provinz Nevşehir     | Verbleib bei der Provinz Nevşehir     | Verbleib bei der Provinz Nevşehir     | Verbleib bei der Provinz Nevşehir     | Verbleib bei der Provinz Nevşehir | Verbleib bei der Provinz Nevşehir | Verbleib bei der Provinz Nevşehir |
| Boztepe    | Teil des zentralen Landkreises        | Teil des zentralen Landkreises        | Teil des zentralen Landkreises        | Teil des zentralen Landkreises        | Teil des zentralen Landkreises        | Teil des zentralen Landkreises        | Teil des zentralen Landkreises        | Teil des zentralen Landkreises        | Teil des zentralen Landkreises        | Teil des zentralen Landkreises        | Teil des zentralen Landkreises        | 10.639                            | 9.779                             | 10.189                            |
| Çiçekdağı  | 20.124                                | 19.210                                | 19.548                                | 21.293                                | 24.427                                | 31.526                                | 34.225                                | 36.328                                | 39.805                                | 41.673                                | 43.593                                | 24.053                            | 21.565                            | 21.059                            |
| Hacıbektaş | Teil des Kreises Mucur                | Teil des Kreises Mucur                | Teil des Kreises Mucur                | Teil des Kreises Mucur                | 13.938                                | Verbleib bei der Provinz Nevşehir     | Verbleib bei der Provinz Nevşehir     | Verbleib bei der Provinz Nevşehir     | Verbleib bei der Provinz Nevşehir     | Verbleib bei der Provinz Nevşehir     | Verbleib bei der Provinz Nevşehir     | Verbleib bei der Provinz Nevşehir | Verbleib bei der Provinz Nevşehir | Verbleib bei der Provinz Nevşehir |
| Kaman      | Teil des zentralen Landkreises        | Teil des zentralen Landkreises        | Teil des zentralen Landkreises        | 49.806                                | 48.055                                | 60.749                                | 65.428                                | 71.202                                | 75.074                                | 77.370                                | 80.132                                | 61.569                            | 64.414                            | 60.919                            |
| Kırşehir   | 67.731                                | 78.756                                | 83.423                                | 35.147                                | 47.944                                | 63.685                                | 74.311                                | 82.525                                | 91.655                                | 96.937                                | 111.644                               | 103.688                           | 102.133                           | 115.078                           |
| Mucur      | 15.019                                | 16.109                                | 17.204                                | 20.317                                | 15.332                                | 19.789                                | 22.872                                | 24.877                                | 26.319                                | 24.517                                | 24.787                                | 23.735                            | 20.098                            | 24.945                            |
| PROVINZ    | 127.067                               | 145.932                               | 149.518                               | 157.565                               | 181.899                               | 175.749                               | 196.836                               | 214.932                               | 232.853                               | 240.497                               | 260.156                               | 256.862                           | 241.507                           | 253.239                           |
| TÜRKEI     | 13.648.270                            | 16.158.018                            | 17.820.950                            | 18.790.174                            | 20.947.188                            | 27.754.820                            | 31.391.421                            | 35.605.176                            | 40.347.719                            | 44.736.957                            | 50.664.458                            | 56.473.035                        | 62.865.574                        | 67.803.927                        |
| Anteil (%) | 0,93                                  | 0,90                                  | 0,84                                  | 0,84                                  | 0,87                                  | 0,63                                  | 0,63                                  | 0,60                                  | 0,58                                  | 0,54                                  | 0,51                                  | 0,45                              | 0,38                              | 0,37                              |
| RANG       | 48/63                                 | 50/57                                 | 52/63                                 | 52/63                                 | 50/63                                 | 61/73                                 | 60/73                                 | 60/73                                 | 59/73                                 | 61/73                                 | 61/73                                 | 63/73                             | 65/81                             | 67/81                             |

1953 wurde die Provinz aufgelöst und die sechs Kreise wurden auf die Nachbarprovinzen aufgeteilt:
- Avanos (1955: 25.172 Einw.), das junge Hacıbektaş (17.552), Mucur (17.296) sowie der zentrale Landkreis Kırşehir (56.852) kamen in die Provinz Nevşehir
- Çiçekdağı (27.962) kam in die Provinz Yozgat
- Kaman (56.170) kam in die Provinz Ankara

Nach dem Neuaufbau der Provinz 1957 blieben zwei Kreise in der Provinz Nevşehir (Avanos und Hacıbektaş).

## Geschichte
Im Osmanischen Reich war der Vorläufer der Provinz Kırşehir ein Sandschak des Vilâyets Ankara und umfasste damals auch Keskin (heute Provinz Kırıkkale), Hacıbektaş und Avanos (beide heute Provinz Nevşehir). 1921 wurde der Sandschak eine selbständige Provinz. Wegen der Wahl eines oppositionellen Politikers (Osman Bölükbaşı) in die türkische Nationalversammlung wurde die Provinz 1954 aufgelöst und ihr Gebiet auf die Nachbarprovinzen Ankara, Yozgat und Nevşehir verteilt. 1957 wurde die Provinz aber im verkleinerten heutigen Umfang wieder gegründet.

## Sport

Logo von Kırşehirspor

Die Provinz, der Landkreis und die Stadt Kırşehir haben mit dem Fußballverein Kırşehirspor seit den 1970er Jahren einen Fußballverein, der die Region überwiegend in der dritthöchsten türkischen Spielklasse, der heutigen TFF 2. Lig, vertrat. Seine erfolgreichste Zeit hatte der Verein in den Jahren 1982–1987, in denen man zweimal als Meister der 2. Lig den Aufstieg in die zweithöchste türkische Spielklasse, die heutige TFF 1. Lig, schaffte. Anschließend folgten mehrere erfolglose Neuformierungen, um sich längerfristig im Profifußball halten zu können. Beim letzten erfolglosen Versuch in den 2000er Jahren stieg der Verein in die dritte Liga, in die TFF 2. Lig, ab und spielte hier sechs Spielzeiten lang. Im Sommer 2011 stieg der Verein von der viertklassigen und der niedrigsten türkischen Profiliga, der TFF 3. Lig, ab und spielt seither in der regionalen Amateurliga, welche wiederum der fünfthöchsten türkischen Spielklasse entspricht.
Neben Kırşehirspor hatte die Provinz in der zweiten Hälfte der 1980er Jahre mit Kamanspor aus dem Landkreis Kaman und der gleichnamigen Kreisstadt einen weiteren Vertreter im türkischen Profifußball. So spielte Kamanspor in den drei Drittligaspielzeiten 1986/87, 1987/88 und 1988/89 in der Türkiye 3. Futbol Ligi. Ähnlich wie Kırşehirspor konnte sich der Klub nicht langfristig im Profifußball halten und stieg in den Amateurbereich ab.

## Persönlichkeiten
- Mustafa Bumin (* 1940), ehemaliger Vorsitzender des Verfassungsgerichts
- Neşet Ertaş (1938–2012), Folk-Musiker
- Haşim Kılıç (* 1950), seit 2007 Vorsitzender des türkischen Verfassungsgerichts
- Suat Yalaz (1932–2020), Comiczeichner, Drehbuchautor, Regisseur